# Dirk Urban
Dirk Urban (Alemania, 14 de enero de 1969) es un atleta alemán retirado especializado en la prueba de lanzamiento de peso, en la que consiguió ser subcampeón europeo en pista cubierta en 1996.

## Carrera deportiva
En el Campeonato Europeo de Atletismo en Pista Cubierta de 1996 ganó la medalla de plata en el lanzamiento de peso, con una marca de 20.04 metros, tras el italiano Paolo Dal Soglio (oro con 20.50 metros) y por delante de su paisano alemán Oliver-Sven Buder.